# Handball-DDR-Oberliga (Frauen) 1986/87
Die Handball-DDR-Oberliga der Frauen 1986/87 war in dieser Saison in der DDR die höchste Spielklasse im Hallenhandball. Mit ihr wurde in dieser Sportart der 37. DDR-Meister ermittelt. 

## Saisonverlauf
Die Handballoberliga begann am 11. Oktober 1986 und endete mit dem letzten Spiel am 2. Mai 1987. Es beteiligten sich wie üblich zehn Mannschaften, unter ihnen die fünf alteingesessenen Sportclubs. Auf Grund der Handball-Weltmeisterschaften im Dezember in den Niederlanden, stiegen die Sportclubs erst im Januar ins Meisterschaftsgeschehen ein. Mit der erfolgreichen Titelverteidigung machte der ASK Vorwärts Frankfurt/O. den Titel-Hattrick perfekt. Auf den Plätzen folgten der SC Leipzig und der TSC Berlin. Für die endgültige Platzierung des TSC, der Punktgleich mit dem SC Empor Rostock war, entschieden die Spiele gegeneinander beziehungsweise gegen den Nächstplatzierten. Die beiden Aufsteiger BSG Einheit/Sirokko Neubrandenburg und BSG Halloren Halle konnten mit den Plätzen sieben und acht die Klasse halten. Nach fünf bzw. sechs Jahren mussten die BSG Umformtechnik Erfurt und die TSG Wismar die Oberliga verlassen.

## Tabellen

### Abschlusstabelle
| Pl. | Mannschaft                             | Sp. | S  | U | N  | Tore      | Diff. | Punkte  |
| --- | -------------------------------------- | --- | -- | - | -- | --------- | ----- | ------- |
| 1.  | ASK Vorwärts Frankfurt/O. (M/P)        | 18  | 16 | 0 | 2  | 0517:3240 | +193  | 032:40  |
| 2.  | SC Leipzig                             | 18  | 13 | 3 | 2  | 0454:3370 | +117  | 029:70  |
| 3.  | TSC Berlin                             | 18  | 13 | 1 | 4  | 0410:3440 | +66   | 027:90  |
| 4.  | SC Empor Rostock                       | 18  | 13 | 1 | 4  | 0425:3450 | +80   | 027:90  |
| 5.  | SC Magdeburg                           | 18  | 11 | 0 | 7  | 0413:3610 | +52   | 022:140 |
| 6.  | BSG Sachsenring Zwickau                | 18  | 4  | 3 | 11 | 0302:3760 | −74   | 011:250 |
| 7.  | BSG Einheit/Sirokko Neubrandenburg (N) | 18  | 5  | 0 | 13 | 0303:4100 | −107  | 010:260 |
| 8.  | BSG Halloren Halle (N)                 | 18  | 4  | 1 | 13 | 0331:4130 | −82   | 09:270  |
| 9.  | BSG Umformtechnik Erfurt               | 18  | 3  | 1 | 14 | 0293:4270 | −134  | 07:290  |
| 10. | TSG Wismar                             | 18  | 3  | 0 | 15 | 0317:4280 | −111  | 06:300  |

Platzierungskriterien: 1. Punkte – 2. Direkter Vergleich (Punkte, Tordifferenz, geschossene Tore) – 3. Tordifferenz – 4. geschossene Tore

Legende:
  DDR-Meister und Teilnehmer am Europapokal der Landesmeister 1987/88 
  FDGB-Pokalsieger und Teilnehmer am Europapokal der Pokalsieger 1987/88 
  Teilnehmer am IHF-Pokal 1987/88 
  Absteiger in die DDR-Liga 1987/88 
 (M) DDR-Meister 1986, (P) FDGB-Pokalsieger 1986, (N) Aufsteiger aus der DDR-Liga 1985/86

### Kreuztabelle
| 1986/87 11. Oktober 1986 – 2. Mai 1987 | 1986/87 11. Oktober 1986 – 2. Mai 1987 | ASK Vorwärts Frankfurt/O. | SC Leipzig | TSC Berlin | SC Empor Rostock | SC Magdeburg | BSG Sachsenring Zwickau | BSG Einheit/Sirokko Neubrandenburg | BSG Halloren Halle | BSG UT Erfurt | TSG Wismar |
| -------------------------------------- | -------------------------------------- | ------------------------- | ---------- | ---------- | ---------------- | ------------ | ----------------------- | ---------------------------------- | ------------------ | ------------- | ---------- |
| 01.                                    | ASK Vorwärts Frankfurt/O.              |                           | 27:22      | 29:21      | 33:20            | 34:17        | 30:11                   | 31:16                              | 33:17              | 32:10         | 33:12      |
| 02.                                    | SC Leipzig                             | 29:23                     |            | 21:21      | 23:26            | 21:18        | 24:24                   | 29:21                              | 24:15              | 33:11         | 35:16      |
| 03.                                    | TSC Berlin                             | 23:28                     | 18:22      |            | 20:19            | 20:19        | 23:18                   | 30:17                              | 30:16              | 21:13         | 23:22      |
| 04.                                    | SC Empor Rostock                       | 23:30                     | 19:19      | 20:19      |                  | 22:20        | 25:13                   | 26:12                              | 25:16              | 26:13         | 29:23      |
| 05.                                    | SC Magdeburg                           | 26:23                     | 15:18      | 14:17      | 23:21            |              | 30:16                   | 28:13                              | 25:15              | 29:22         | 34:24      |
| 06.                                    | BSG Sachsenring Zwickau                | 18:32                     | 17:26      | 16:25      | 20:22            | 14:17        |                         | 14:18                              | 18:18              | 16:11         | 15:12      |
| 07.                                    | BSG Einheit/Sirokko Neubrandenburg     | 10:26                     | 14:25      | 14:22      | 15:30            | 18:20        | 13:20                   |                                    | 20:19              | 19:16         | 27:20      |
| 08.                                    | BSG Halloren Halle                     | 16:22                     | 16:25      | 20:25      | 23:24            | 25:30        | 19:17                   | 17:15                              |                    | 21:18         | 20:21      |
| 09.                                    | BSG Umformtechnik Erfurt               | 15:26                     | 17:31      | 21:24      | 13:28            | 18:31        | 18:18                   | 21:19                              | 21:17              |               | 20:19      |
| 10.                                    | TSG Wismar                             | 18:25                     | 19:27      | 15:28      | 10:20            | 20:17        | 13:17                   | 16:22                              | 20:21              | 17:15         |            |

### Torschützenliste
|     | Spieler             | Verein                             | Tore / 7 m |
| --- | ------------------- | ---------------------------------- | ---------- |
| 01. | Katja Kittler       | SC Empor Rostock                   | 108 / 49   |
| 02. | Kerstin Nindel      | SC Leipzig                         | 105 / 56   |
| 03. | Kerstin Voigtländer | SC Magdeburg                       | 094 / 40   |
| 03. | Leila Heiden        | BSG Einheit/Sirokko Neubrandenburg | 094 / 42   |
| 05. | Bianca Urbanke      | ASK Vorwärts Frankfurt/O.          | 089 / 21   |
| 06. | Steffi Ackermann    | BSG Halloren Halle                 | 088 / 58   |
| 07. | Katrin Krüger       | ASK Vorwärts Frankfurt/O.          | 085 / 28   |
| 08. | Marion Schulz       | ASK Vorwärts Frankfurt/O.          | 075 / 0–   |
| 08. | Manuela Voigt       | BSG Halloren Halle                 | 075 / 0–   |
| 10. | Doris Danner        | TSG Wismar                         | 073 / 12   |

## Statistik
In den 90 ausgetragenen Oberligaspielen fielen 3.765 Tore, das entspricht einem Durchschnitt von ≈ 42 Treffern pro Spiel. Meister ASK Vorwärts hatte die treffsicherste Mannschaft, die in ihren 18 Spielen 517 Tore erzielte (Ø 29). Das torreichste Oberligaspiel, welches 34:24 endete, war die Partie zwischen SC Magdeburg – TSG Wismar. Den höchsten Sieg errang der SC Leipzig mit 33:11-Heimsieg über Umformtechnik Erfurt. Katja Kittler vom SC Empor Rostock wurde Torschützenkönigin. Sie warf 108 Tore, davon 49 als Siebenmeterschützin.

## Meistermannschaft
| 1.                                 | ASK Vorwärts Frankfurt/O. |
| ---------------------------------- | --- |
| Logo vom ASK Vorwärts Frankfurt/O. | - Tor: Ramona Grobmann, Silke Schöne, Wenke Fürst - Feldspieler: Marion Schulz, Bianca Urbanke, Evelyn Hübscher, Kathrin Stauber, Katrin Krüger , Silke Thiel, Sybille Wagner, Denise Lehmann, Marika Gerlach, Karen Heinrich, Marika Hoffmann - Trainer: Wolfgang Pötzsch und Dietmar Schmidt |